# Юнеман Роман Олександрович
Роман Александрович Юнеман (нар. 3 квітня 1995, Даттельн, Німеччина) — російський політик і громадський діяч, голова правого політичного руху «Общество. Будущее». Пропагандист, який бере активну участь в інформаційній підтримці російської агресії проти України, починаючи з 2014 року, коли відбулася анексія Криму.

## Біографія
Народився у м. Даттельн (Німеччина) у сім'ї лікаря та інженера-будівельника. Його батько Олександр Юнеман закінчив Карагандинський медичний інститут, працював фтизіатром та андрологом. Мати, Лариса Юнеман (до шлюбу Гаврилова), інженер-проектувальник, закінчила Красноярську архітектурно-будівельну академію, працювала на будівництві Кансько-Ачинського паливно-енергетичного комплексу. В 1991 його батьки переїхали до Німеччини, але в 1996 повернулися назад в Караганду.
Закінчив гімназію № 97 у Караганді із золотою медаллю.
2013 року став студентом Вищої школи економіки (Росія), факультету Світової економіки та світової політики, навчався за фахом «Міжнародні відносини». У 2015 році переміг у номінації «Срібне пташеня» премії «Золота Вишка» за досягнення у навчальній та науковій діяльності.
У 2016 році закінчив курси порівняльної політології, макроекономіки та статистики у Мюнхенському університеті.
У 2017 році закінчив з відзнакою Вищу школу економіки (бакалаврат) за спеціальністю «Міжнародні відносини» (факультет світової економіки та політики), у 2019 році закінчив магістратуру та продовжує навчання в аспірантурі, спеціалізуючись у галузі взаємовідносин між Росією та Казахстаном. Затверджена тема дисертації: «Еволюція політики Республіки Казахстан щодо Росії у 2014—2019 роках», науковий керівник Андрій Суздальцев.
У 2018 році працював стратегічним консультантом у російській філії міжнародної консалтингової компанії Boston Consulting Group. Розробляв стратегії російських компаній та міст, склав план підготовки реконструкції Третьяковської галереї. У 2019 році заснував автономну некомерційну організацію «Житлова ініціатива», зайняту питаннями ЖКГ у Москві. В рамках організації працює над мережею проектів у Чертанові у сферах благоустрою, ЖКГ та юридичної допомоги. У 2019 році став півфіналістом конкурсу управлінців «Лідери Росії».

### Участь у політиці
В 2019 заявив про своє висування в Московську міську думу по 30 виборчому округу міста Москви як незалежний кандидат. Під час протестних акцій у Москві влітку 2019 року Юнеман разом із опозиційними кандидатами, яким було відмовлено у реєстрації на виборах, підписав листа протесту до Московської виборчої комісії. Юнемана звинувачували у просуванні націоналістичних та антимігрантських тверджень.
Російський політик Олексій Навальний у рамках програми «Розумне голосування» підтримав у тому окрузі кандидата від КПРФ Владислава Жуковського, який посів третє місце, набравши 8346 голосів, але при цьому висловив жаль, що довелося підтримати не близького за позицією Юнемана, але більш популярного Жуковського.
Протягом 2020 року Юнеман взяв участь у різноманітних протестних заходах, пов'язаних з екологією, у тому числі проти будівництва у Москві Південно-Східної хорди. Також він виступав з критикою дій російської влади з приводу епідемії COVID-19 у Росії. У ході кампанії щодо прийняття поправок до Конституції Росії ініціював проведення соціологічного опитування москвичів про їхнє ставлення до цих поправок.
У лютому 2021 року оголосив про участь у виборах до Державної думи. Балотувався як самовисуванець, тому для реєстрації потрібно було зібрати та здати до територіальної виборчої комісії майже 15 тисяч підписів. Незважаючи на те, що виборчому штабу вдалося зібрати необхідну кількість підписів, комісія забракувала їх, пославшись на невідповідність низки підписів даним у базі МВС і вважаючи, що підписний лист не відповідає потрібній формі. Рішення було оскаржено, але суд не вважав докази переконливими. Після відмови у реєстрації Роман Юнеман зі своєю командою приєднався до кампанії соратника Данила Махницького, співзасновника «Товариство. Майбутнє», якого висунули від «Нові люди» у Новомосковському 202-му окрузі. Данил Махніцький був підтриманий «Розумним голосуванням» і посів 2-е місце по округу, поступившись місцем кандидату від «Єдиної Росії» Дмитру Сабліну.
У січні 2020 року Роман Юнеман заснував центр «Товариство. Майбутнє», а 24 червня на презентації власної версії Конституції Росії Юнеман оголосив про його перетворення на політичний рух. 11 листопада 2020 року учасники руху зібралися на Графській пристані Севастополя для заснування організації «Товариство. Майбутнє», приурочивши його до століття евакуації білогвардійців з Криму. 14 листопада 2020 року в Москві відбулася презентація руху, захід зібрав близько трьохсот осіб. На презентації Романом Юнеманом було викладено принципи та цілі руху. Стратегія руху полягає у «створенні образу майбутнього Росії та його реалізація» через розробку програми «конструктивних змін» для Росії, участі у виборах та загальнодемократичному русі. Головне «тактичне» завдання, на думку руху, — перемога на виборах.

### Вторгнення Росії в Україну
Роман Юнеман підтримав визнання ДНР та ЛНР у лютому 2022 р., за кілька днів до початку вторгнення. Пізніше політик написав, що помилився: рішення про визнання не призвело до деескалації конфлікту з Україною. Юнеман засудив владу за початок повномасштабного вторгнення в Україну, але зазначив, що «бажати поразки своїй країні, навіть якщо вона помилилася — не можна».
Юнеман разом із Данилом Махницьким та рухом «Суспільство. Майбутнє» організували адресну «гуманітарну допомогу» для біженців до Росії з окупованих територій України.
Восени 2022 року Роман Юнеман з Георгієм Машніним та колишнім одеським депутатом Ігорем Димитрієвим, який 2014 р. втік до Росії, спільними зусиллями здійснили три пропагандистські «гуманітарні місії» до Маріуполя та Сєверодонецька. Політичний рух «Товариство. Майбутнє» на чолі з Юнеманом, а також Димитрієв і Машнін відкрили публічний збір коштів на обігрівачі, зібрали волонтерів, сплатили електричні конвектори і доставили їх від складу до Маріуполя і Сєвєродонецька, а там роздавали їх на камеру.